# زولا
زولا (بالتغرينية: ዙላ)‏?) هي بلدة صغيرة في وسط إريتريا. تقع بالقرب من رأس خليج زولا (المعروف أيضا باسم خليج أنيسلي)، على ساحل البحر الأحمر. وعلى بعد أربعة كيلومترات من موقع أدوليس الأثري، الذي كان أحد موانئ أكسوم.

## التاريخ
والاسم القديم «عدوليس» وهو واحد من أقدم الموانئ على شاطئ البحر الأحمر، أنشائه البطالمة أو البطالسة قبل الميلاد، ومازالت آثار هذه المدينة باقية تحت الأرض، وفي زولا خليج بحري يعرف بخليج زولا، ويوجد بها ضريح الشيخ محمود مؤذن ومازالت تمارس حوله الطقوس التي يعتقد الأهالي بأنها تجلب الرزق والبركة وتشفي من الأمراض وغيرها من المعتقدات الباطلة.